# Gornji Baraći
Gornji Baraći (cyr. Горњи Бараћи) – wieś w Bośni i Hercegowinie, w Republice Serbskiej, w gminie Mrkonjić Grad. W 2013 roku liczyła 89 mieszkańców.